# Nalumsari (plaats)
Nalumsari is een bestuurslaag in het regentschap Jepara van de provincie Midden-Java, Indonesië. Nalumsari telt 5470 inwoners (volkstelling 2010).